# Viatikum
Als Viatikum bezeichnete man das Reisegeld der Soldaten, das aus dem Sold oder der Kriegsbeute zusammengespart wurde.
Auch das Reisegeld von fahrenden Handwerkern wurde so bezeichnet.
Aus dem mittelalterlichen Latein wird Viatikum wortwörtlich als Wegzehrung übersetzt („via“ = Weg, Straße), daher steht das Wort auch für die Sterbekommunion, also den Empfang der Kommunion in der Sterbestunde.

## Beispiele
In Kapitel 9 von Eichendorff's Aus dem Leben eines Taugenichts spielt eine Dreiergruppe Prager Studenten ein Lied vor dem Hauptcharakter, da sie in ihm einen Reisenden vermuteten, der ihnen für ihr Spiel Geld geben würde.

«Wir meinten», sagte endlich der Waldhornist, «weil der Herr so einen langen Frack hat, der Herr wäre ein reisender Engländer, der hier zu Fuß die schöne Natur bewundert; da wollten wir uns ein Viatikum verdienen.»